# دیانا لوپز
دایانا لوپز (زاده ۷ ژانویه ۱۹۸۴) تکواندوکار آمریکایی از شوگرلند تگزاس است. او نماینده ایالات متحده در المپیک ۲۰۰۸ پکن بود و موفق به کسب یک مدال برنز شد.
لوپز سه برادر بزرگتر دارد، استیون و مارک ورزشکاران المپیکی هستند و جین لوپز نیز دایانا و دو برادر دیگرش را مربیگری می‌کند. خانواده وی اصالتاً اهل نیکاراگوئه هستند.

وی در سال ۲۰۰۲ از دبیرستان کمپنر فارغ‌التحصیل شد و دانشجوی دانشگاه هوستون-دَون تَون است. در ۱۰ اوت ۲۰۱۳، لوپز با جو روگوفسکی ازدواج کرد.